# Dodécaschène

Égypte romaine

Le Dodécaschène (du grec : δυώδεκα σχοῖνοι, pays des douze schènes) est le nom donné par les géographes de l'époque gréco-romaine à la partie de la Nubie qui s'étend immédiatement au sud de Philæ. D'autres documents nomment ce même pays le Commilitonium (confins militaires de l'Égypte). La Nubie complète s'appela parfois vers le même temps, le Triacontaschène, c'est-à-dire le pays des trente schènes.

## Histoire
Créée sous ce nom sous Ptolémée IV (222-204 av. J.-C.), le Dodécaschène est rattaché au premier Nome vers 150 av. J.-C.. Après cette date, l'autorité égyptienne s'estompe avec l'influence locale des rois de Méroé. Il passe sous domination romaine à partir d'Auguste, lorsque Caius Cornelius Gallus installe des garnisons dans le Triacontaschène. Petronius en 25 av. J.-C. bat les Méroïtes qui avaient envahi la région jusqu'à Syène et fixe la frontière avec le royaume de Méroé sur la zone moins étendue du Dodécaschène depuis Syène jusqu'à Hiera Sykaminos et occupe, au moins par intermittence, un avant-poste à Primis (Qasr Ibrim) à 25 km en aval d'Abou Simbel, permettant une surveillance partielle du Triacontaschène. Auguste et ses successeurs se concilient les prêtres égyptiens en leur attribuant les revenus du Dodécaschène, principalement aux sanctuaires d'Isis qui prennent un rayonnement considérable au Ier et IIe siècles, avec l'apogée du temple de Philae. En retour, les  empereurs sont figurés en pharaons, accomplissant les actes liturgiques tandis que leurs noms sont transcrits en cartouche.
Le Dodécaschène subit sous Decius (249-251) la pression des peuples du désert oriental connus sous le nom de Blemmyes, puis durant la seconde moitié du IIIe siècle leurs raids repétés, d'autant plus facilement qu'ils trouvent un accueil favorable auprès des habitants de la province de Thébaïde accablés d'impots. Dioclétien abandonne en 298 le Dodécaschène, province trop pauvre et couteuse à protéger, ramène la frontière au niveau de Philae et confie, moyennant subsides, sa défense contre les incursions blemmyes aux Nobates.